# مهار رسوب

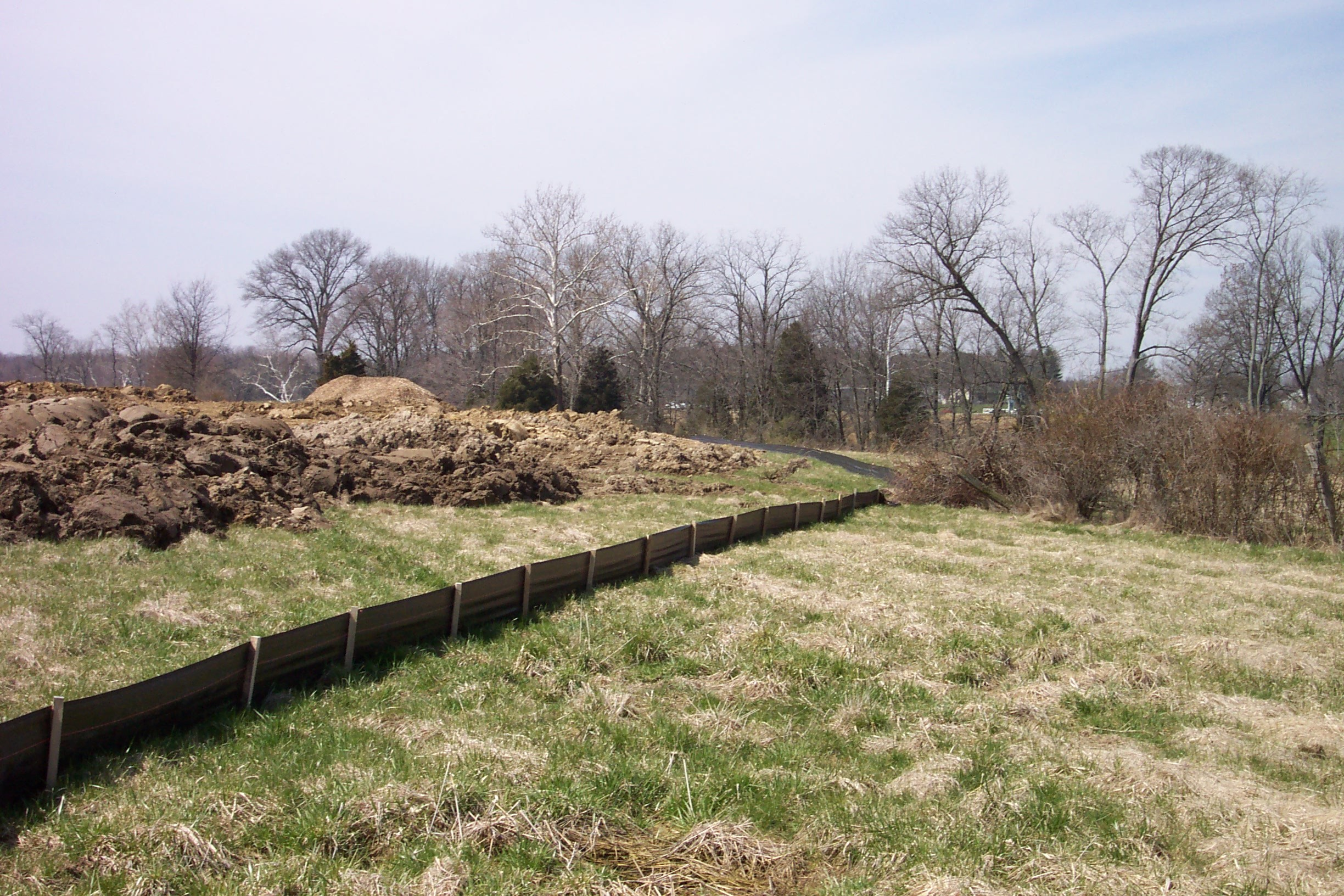
نرده سیلتی نصب‌شده در محل ساخت‌وساز

مهار رسوب یا مهارکننده رسوب (به انگلیسی: Sediment control)، یک عمل یا وسیله‌ای است که برای حفظ خاک فرسوده در محل ساخت‌وساز طراحی شده‌است، به طوری که شسته نشده و باعث آلودگی آب به جریان، رودخانه، دریاچه یا دریای نزدیک نمی‌شود. کنترل‌کننده‌های رسوب معمولاً همراه با مهارکننده‌های فرسایش به کار می‌روند که برای جلوگیری یا به کاهش فرسایش و در نتیجه کاهش نیاز به مهار رسوب طراحی شده‌اند. مهارکننده‌های رسوب معمولاً برای اقدامات موقتی طراحی شده‌اند، با این حال، برخی از آنها می‌توانند برای هدف‌های مدیریت آب مورد استفاده قرار گیرند.